# Приложништво у пиротској култури 19. века
Приложништво у пиротској култури 19. века је било један од главних чинилаца који је имао утицај на формирање црквених ризница богослужбених предмета у варошким и сеоским црквама. Наведени хронолошки оквир у коме се развијало приложништво одговара стандардној периодизацији европске историје („дуги 19. век“) и поклапа се са политичким, друштвеним и културним дешавањима на овим просторима, пре свега са догађајима везаним за стварање самосталне, а потом независне Кнежевине и Краљевине Србије. Без обзира на постојање различитих тумачења политичког и друштвеног развоја Пирота и околине у 19. веку, остаје чињеница да је реч о државној изградњи (модерној, грађанској...) у оквиру које је формиран и специфичан домен приватности или приватног живота у коме су постављене неке етичке и културне вредности блиске савременом човеку. Део тих специфичности преузет из Европе, промовисане и примењене у средини какав је Пирот и његова околина кроз приложништво локалним црквама највише су исказале занатлије и трговци, који не само да су располагали знатним капиталом, већ и добро развијеном особином за родољубиво ктиторство и приложништво. Те особине они ће исказати при обнови и градњи цркава у Пироту и околини, украшавајући дивот-иконостасе и опремајући цркве богослужбеним предметима.     

## Уметност и  визуелна култура Пирота
Уметност и визуелна култура у Пироту имале је у 19. веку јавну функцију. Међутим  како је пиротски крај све до 1870-тих био под окупацијом Османлија, путем подизања и украшавања црквених здања, јавних споменика и одржавањем артифицираних јавних свечаности унутар цркаве деловало се у јавном простору. На стварање и развој ове културе, свакако су значајно утицали бројни приложници, који су својим доброчинством опремили скоро сва црквена здања у Пироту и околини.
Времено уметност и визуелна култура из божјих храмова имала је значајну улогу у изградњи приватног живота у Пироту и околини. То се остваривало подизањем и декорисањем домова, крстовима, кандилима, наручивањем портрета светаца, опремањем домаћинства артифицираним и луксузним религиозним предметима, као и ношењем различитих типова костима.

## Историја
После Једренског мира 1829. године хришћани долазе до равноправнијег положаја у друштву. Реформе уведене 1839. године, познате под називом Танзимат, омогућиле су и одређене културне слободе различитих верских, етничких и националних заједница. Стечена права танзиматским реформама хришћанима су омогућила масовно обнављање и градњу цркаве. Граде се и обнављају храмови и православни хришћани у Пироту и околини заузимају значајније место у друштву у градским срединама. Танзимат је условио и велике промене у визуелној култури Пиротског краја, која је условила обимне градитељске и сликарске активности.
У склопу наведених активности прво је настала црква Рождество Христово у делу града Пирота који се назива Пазар, грађена од 29. јула до 21. децембра 1834. године захваљујући приложништву верника. Пола века касније, започела је 1868. а завршена 1870. године градња Саборна црква Успења Пресвете Богородице у Пироту у насељу Тијабара (између 1868. и 1870. године), у романтичарском стилу али и са барокним, византијске и романске мотиве.
Након Берлинског конгреса територија Кнежевине Србије је прођирена на југу и обухватила је четири нова округа: Топлички, Нишки, Пиротски и Врањски. Епархије на овом простору, које су до тада биле под управом Васељенске патријаршије и једно време Бугарске егзархије – Нишка, Нишавска (Пиротска) и Врањска ушле су у састав Београдске митрополије, која потом постаје аутокефална црква.
Развој и општи токови црквене уметности у јужним крајевима Србије могу се сагледавати безмало кроз два века дугу историју црква у Пироту, у којима су настала богате црквене ризнице у цркавама Пирота и околине чији инвентари, архивска грађа...а највише Тефтер нишавске митрополије 1834-1872. (који садржи пре свега, приходе и расходе које је црквена општина чинила за разне потребе у Пироту и оближњим селима у оквиру своје митрополије) и други драгоцени подаци говоре о формирању црквених ризница богослужбених предмета захваљујући приложништву.
Временом су кроз приложништво за потребе обављања литургије у црквама Пирота и околине визуелно уобличава простор ових храмова фрескодекорацијом и низом богослужбених предмета, црквених књига и свештеничких одежди.
Током литургијског живота цркава у Пироту црквени фонд богослужбених предмета увећаван је и принављањем пропорционлно економској снази заједнице.  Изглед литургијског ритуала, у смислу материјалних објеката који су га визуелно дефинисали, мењао се периодично током богослужбеног трајања одређеног храма захваљујући сталном обнављању предметног фонда. Стари и дотрајали предмети смењивани су новим којима је настављано литургијско богослужење, а они су махом одражавали уметничку праксу рецентну времену даривања.
Током 19. и прве половине 20. века многи богослужбени предмет и иконе приложника у ризницама цркава Пирота и околине били су изложене бројним негативним утицајима, током окупацији Бугара у више наврата, поплавама, индивидуалним пљачкама, па и небризи. И поред тога захваљујући залагању свештенства и верујућег народа до данас су сачувани вредни обредни предмети и иконе приложника.

## Позадина
Душа је, према хришћанском учењу, највећа човекова вредност, и једина вечна и непропадљива на овом свету. Због тога брига за њено спасење представља једна од највећих хришћанских дужности, која је обликована вековима. Брига за очување душе, која је сматрана вечном и непромењљивом, према црквеном учењу била је највећа човекова вредност. Из  бриге за очување душе настао је приложнички чин у сакралној, а касније и у културној сфери треба сагледава у контексту спасења душе приложника.
Према Т. Зебић (Пиротски зборник 41 (2016) 41-55)... сотиролошку димензију приложничког чина могуће је двоструко сагледати. С једне стране, као добро дело поникло на Христовом учењу о милосрђу, као једна од битних хришћанских врлина, а са друге стране, кроз могућност стицања ктиторског права чији се један од најбитнијих сегмената односио на установљавање литургијске меморије.
Даривањем цркве, приложник је поред редовног упућивања молитви у оквиру литургије за здравље његово и његових најближих, и тражењем спаса за његову душу након упокојења, свесно или несвесно утицао и на развој Пирота као културног средишта овог дела Србије.
Такође појединци и друштвене групе приложништвом су фиксирали  свој друштвени статус унутар поља сакралне меморије идентификујући га са својим прилозима

## Ко су били приложници?
Приложништво у пиротском крају у 19. веку је било један од главних чинилаца који је имао утицај на формирање црквених ризница богослужбених предмета у пиротским црквама.
Међу приложницима највише су се истакли:
Пиротски еснафи, који су кроз приложништво исказивали своју економску моћ и друштвени престиж, Припадност православном верском и културном кругу еснафи су јавно манифестовали поштовањем светитеља заштитника, уређењем еснафске куће у којој централно место имају икона и крст, ктиторијом зидних слика, икона на иконостасима и прилагањем богослужбених предмета црквама, као и учешћем чланова еснафа у литијама и црквеним свечаностима
Трговци, који су кроз приложништво исказивали своју економску моћ и друштвени престиж,
Индивидуални дародавци, верујући народ.
Почетком 1859. године у минеју Суковског манастира сачуван је  запис о приложништву грнчарског еснафа из Пирота који је у том периоду био развијен. Међу сасудима  пиротских грнчара били су петохлебнице, кадионице, купељи и посуде за агиазму,  од печене и глеђосане керамике везани су за вештину и уметност грнчарства. Израда керамичких предмета намењених свакодневици, декоративно обликованих и покривених различитим глазурама, у Османском царству имала је дугу традицију. Народно грнчарство формирано на тим искуствима имало је удела и у обликовању предмета богослужења, нарочито у Пироту и сеоским срединама у којима је овај вид занатске производње била развијена.
Међу приложницима био је и Митрополит Београдски Михајло којни је пиротском абаџији Игњатију Стаменковићу, дао 1.000 гроша за манастир Суково.
На развој кулуре у Пироту утицали су и бројни пиротски дародавци који су 1884. године давали прилоге за школовање сиромашних ђаке. Како Ранко Баришић наводи у свом чланку „Занати у Пирот” међу дародавцима има доста занатлија и то: Пера Ћирић обућар, Костадин Ћирић кројачки калфа, Тодор Јоцић кројач, Мица Јовановић обућар, Коста Тошић столар, Јеленко Клисаревић кројач, Стојан Станковић кројач, Стојан Станковић ћурчија, Тодор Стаменковић абаџија, Ставрија Клисаревић кројач, Сава Ћирић опанчар, Тома Ђорђевић кујунџија, Драгутин Пантелић кројач, Ђорђе Тешић опанчар, Сотир Митић абаџија, Алекса Здравковић колар, Гала Маринковић ћурчија, Димитрије Петровић ћурчија, Кола Костић опанчар.

## Улога кујунџија и златара Пирота у приложништву
У првој половини 19. века у Пироту је постојао организован кујунџијски еснаф, чије приложништво је у Пироту редовно евидентирано између 1848. и 1850. године. Приложништво овог еснафа забележен је и у старом литургијском поменку Пазарске цркве у Пироту из 19. века. У наведеним забелешкама појединачно се у овом раздобљу помињу кујунџије приложниици по имен у Мана и Кира Шага. А на црквеним предметима које су израђивали међу мајсторима из прве половине 19. века налази се и име Пеша Белутин, који је изради онимбове са позлаћеним крунама цара Константина и царице Јелене, као и оков Часног крста.
Почетком друге половине 19. века као приложници помиљу се у митрополијском тефтеру кујунџије Митраш, који је био активан и у претходним деценијама, Јован Мангарка и Коста Колин.
Захваљујући приложништву настала је јединствена целина, покретног културно-историјског наслеђа, значајна за проучавање духовних, културних и уметничких прилика у којима је ова црква, од свог оснивања до данас играла значајну улогу у Пироту.
Тефтер нишавске митрополије 1834-1872. сазнајемо да је црква од приложника примала поклоне у кандилима, воску, иконама, литијама, књигама... Црквена општина Нишавске митрополије примала је ствари и у реим (залогу) као што су: гривне, минђуше, разно посуђе, тепелуци, појасеви, пафте...
Улога кујунџија и златара Пирота у приложништву највише се огледала кроз израду богослужбених предмета. Тако значајан део приложнитва чине аутентичани уметнички  предмета насталих за потребе црквава у пироту и околини настали у радионицама локалних варошких кујунџија и златара. Приложништвом црквама занатлије Пирота су намерно или ненамерно стварале спону између свакодневног и духовног живота. 
Посебну групу предмета чине радови приложника златара из Пирота с краја 19. века, који се истовремено јављају као творци богослужбених предмета али и њихови приложници. Већина богослужбених предмата пиротски мајстора, иако су настали под утицајем златарства 18. века, надовезују се на традиције хришћанске уметности југа Балканског полуострава и Леванта.
Међу предметима пиротских мајстора, приложника, који су до данас сачувани у пиротским црквама спадају:
- окови јеванђеља,
- масивни сребрни путири са дискосима,
- престони крстови,
- рипиде,
- тасови и анафорнике,
- круне за венчање, венчила
- богати окови икона.

Приложништво кујунџија и златара Пирота у богослужбених предмета за цркве у Пироту и околини, посебно је интензивирано у периоду од танзиматских реформи до Првог светског рата, када пиротски мајстори израђују репрезентативно црквено сребро, чија је основна визуелна карактеристика доследно неговале каснобарокне традиције и одсуство истористичких стилова.